# Antonio Tani
Antonio Tani (Sogliano al Rubicone, 8 dicembre 1888 – Roma, 16 novembre 1966) è stato un arcivescovo cattolico italiano.

## Biografia
Nacque a Savignano di Rigo, una frazione del comune di Sogliano al Rubicone, allora in provincia di Forlì e diocesi del Montefeltro, l'8 dicembre 1888. Il figlio di un suo cugino, Giovanni Tani, fu arcivescovo di Urbino-Urbania-Sant'Angelo in Vado dal 2011 al 2023.
Il 25 luglio 1914 fu ordinato presbitero, a Pennabilli, dal vescovo Raffaele Santi.

### Ministero episcopale
Il 1º maggio 1932 papa Pio XI lo nominò arcivescovo metropolita di Urbino; succedette a Giacomo Ghio, precedentemente dimessosi per motivi di salute. Il 3 giugno successivo ricevette l'ordinazione episcopale, nella cappella del Pontificio Seminario Romano Maggiore a Roma, dal cardinale Giulio Serafini, prefetto della Congregazione del Concilio, co-consacranti Giuseppe Palica, arcivescovo vicegerente della diocesi di Roma, e Raffaele Santi, vescovo di Montefeltro. Il 14 agosto prese possesso dell'arcidiocesi.
Si dimise da tale carica il 31 dicembre 1952 e fu nominato arcivescovo titolare di Scitopoli.
Morì a Roma il 16 novembre 1966, all'età di 77 anni. Fu sepolto nel cimitero di Urbino, mentre il 23 marzo 1974 le sue spoglie furono trasferite nella cattedrale di Santa Maria Assunta.

## Genealogia episcopale
La genealogia episcopale è:
- Cardinale Scipione Rebiba
- Cardinale Giulio Antonio Santori
- Cardinale Girolamo Bernerio, O.P.
- Arcivescovo Galeazzo Sanvitale
- Cardinale Ludovico Ludovisi
- Cardinale Luigi Caetani
- Cardinale Ulderico Carpegna
- Cardinale Paluzzo Paluzzi Altieri degli Albertoni
- Papa Benedetto XIII
- Papa Benedetto XIV
- Papa Clemente XIII
- Cardinale Marcantonio Colonna
- Cardinale Giacinto Sigismondo Gerdil, B.
- Cardinale Giulio Maria della Somaglia
- Cardinale Carlo Odescalchi, S.I.
- Cardinale Costantino Patrizi Naro
- Cardinale Lucido Maria Parocchi
- Cardinale Pietro Respighi
- Cardinale Giulio Serafini
- Arcivescovo Antonio Tani